# Tlstý vrch
Tlstý vrch este o arie protejată (arie specială de conservare — SAC, sit de importanță comunitară — SCI) din Slovacia întinsă pe o suprafață de 1.216,32 ha, integral pe uscat.

## Localizare
Centrul sitului Tlstý vrch este situat la coordonatele 48°18′02″N 18°51′57″E / 48.300556°N 18.865833°E.

## Înființare
Situl Tlstý vrch a fost declarat sit de importanță comunitară în aprilie 2004 pentru a proteja 7 specii de animale. Situl a fost protejat și ca arie specială de conservare în martie 2004.

## Biodiversitate
Situată în ecoregiunea alpină, aria protejată conține 8 habitate naturale: Păduri panonice cu Quercus pubescens, Păduri de fag Asperulo-Fagetum, Fânețe de joasă altitudine (Alopecurus pratensis, Sanguisorba officinalis), Păduri panonice cu Quercus petraea și Carpinus betulus, Păduri panonice-balcanice de stejar turcesc - stejar sesil, Păduri pe pante, grohotișuri și ravene de Tilio-Acerion, Pante stâncoase silicioase cu vegetație casmofită, Păduri stepice euro-siberiene cu Quercus spp..
La baza desemnării sitului se află mai multe specii protejate:
- amfibieni (1): izvoraș-cu-burta-galbenă (Bombina variegata)
- mamifere (1): vidră de râu (Lutra lutra)
- nevertebrate (5): Cucujus cinnaberinus, orthosia schmidtii (Dioszeghyana schmidtii), Euplagia quadripunctaria, rădașcă (Lucanus cervus), Rosalia alpina

Pe lângă speciile protejate, pe teritoriul sitului au mai fost identificate 1 specie de mamifere, 2 specii de reptile.